# Leiobunum nigripes
Leiobunum nigripes is een hooiwagen uit de familie Sclerosomatidae.